# Osuch (województwo wielkopolskie)
Osuch – wieś w Polsce, w województwie wielkopolskim, w powiecie czarnkowsko-trzcianeckim, w gminie Czarnków.
Do 31 grudnia 2024 miejscowość była częścią wsi Romanowo Dolne. We wsi mieszka 58 osób. 